# Michael Bredeck

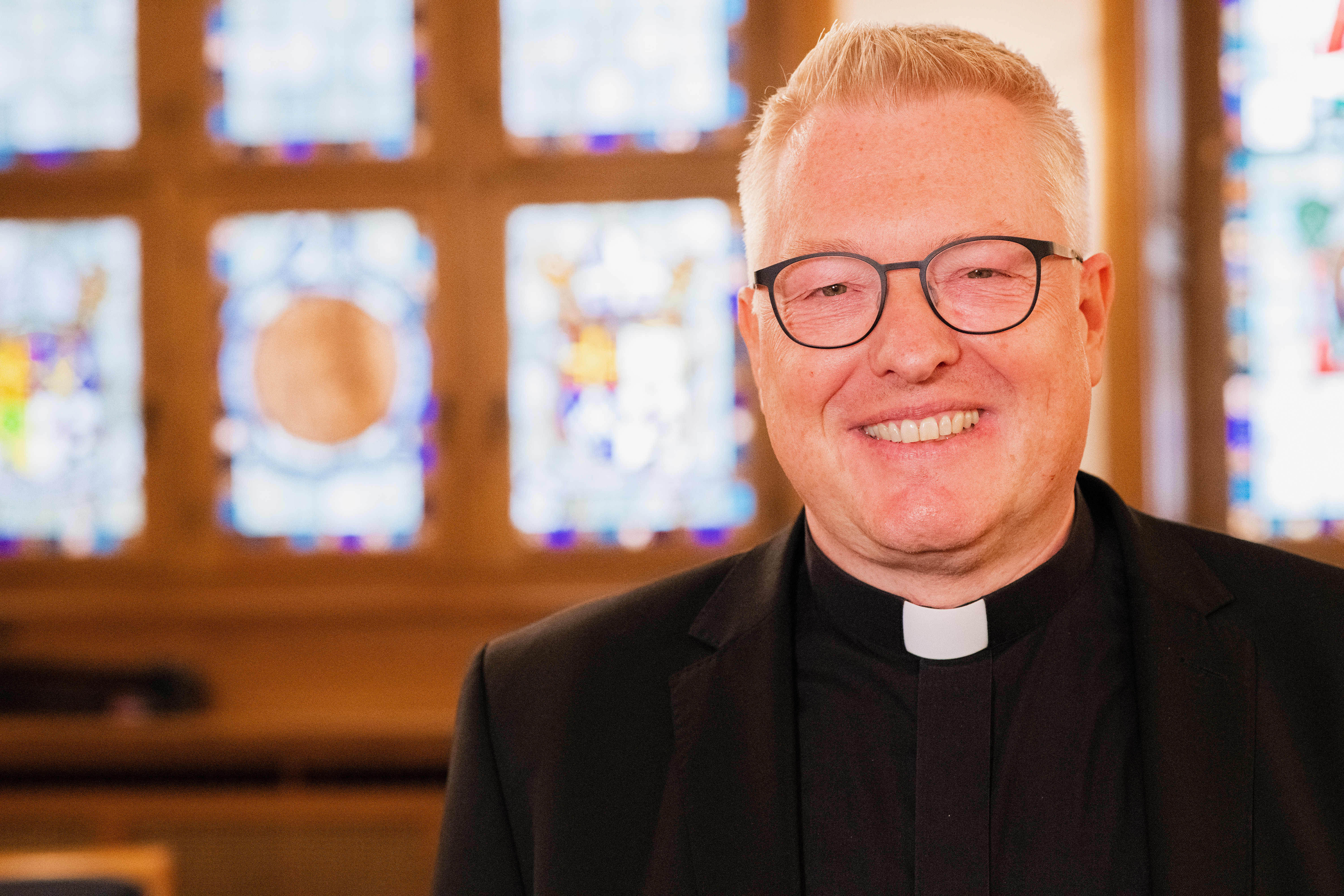
Generalvikar Msgr. Dr. Michael Bredeck (2022)

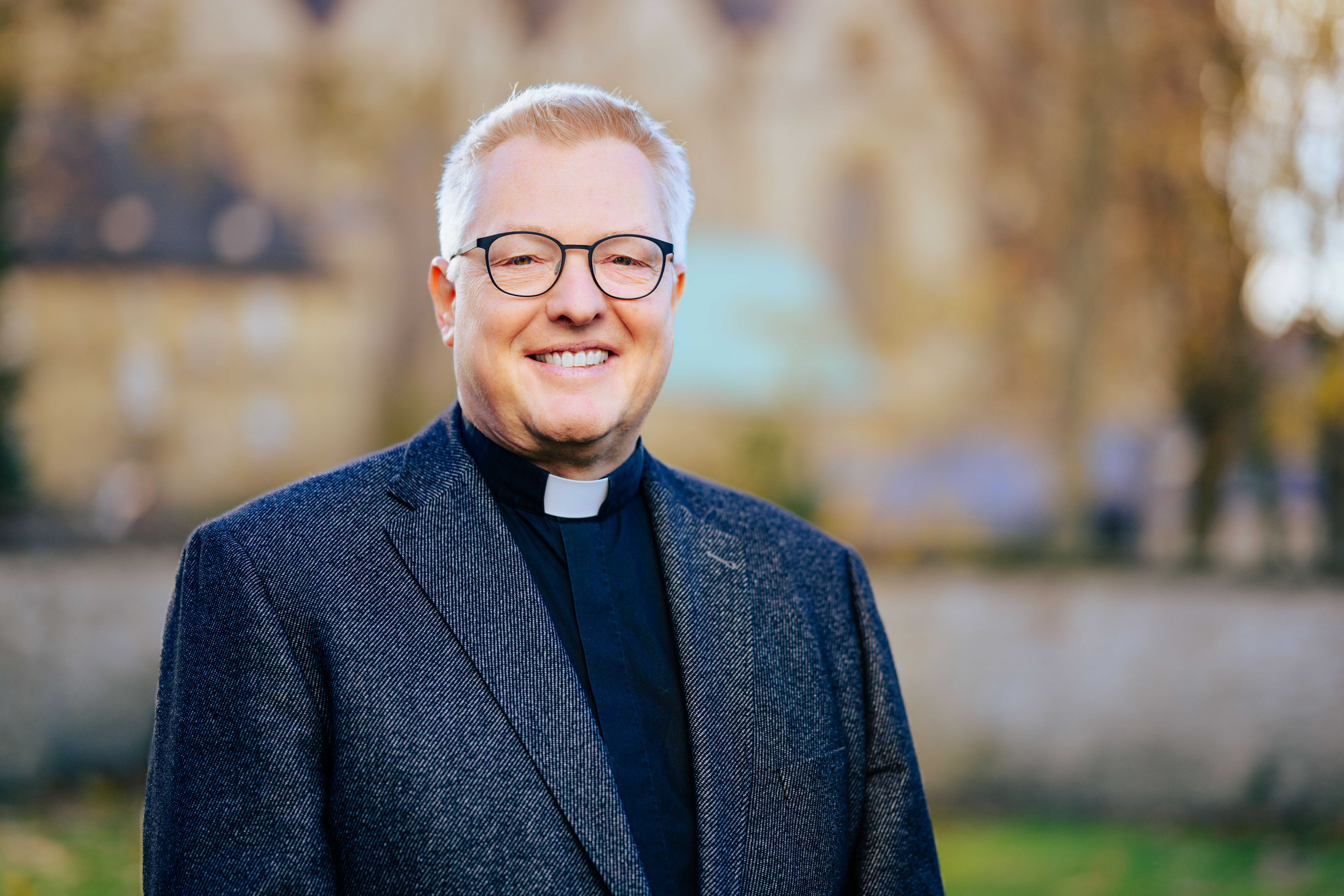
Generalvikar Msgr. Dr. Michael Bredeck (2022)

Michael Bredeck (* 26. März 1970 in Dortmund) ist ein deutscher römisch-katholischer Priester, Domkapitular sowie einer von zwei Generalvikaren im Erzbistum Paderborn.

## Leben
Nach seinem Abitur 1989 in Lünen studierte Bredeck Katholische Theologie in Paderborn und Rom und empfing am 25. Mai 1996 durch Erzbischof Johannes Joachim Degenhardt im Paderborner Dom die Priesterweihe. Er war Vikar in Dortmund-Aplerbeck (1996–2001) und in Schwerte (2001–2003). Von 2003 bis 2005 folgte eine Tätigkeit als Wissenschaftlicher Mitarbeiter an der Theologischen Fakultät Paderborn (Lehrstuhl für Fundamentaltheologie), parallel wirkte Bredeck als Subsidiar in Schwerte. Von 2005 bis 2012 war Bredeck Mitarbeiter in der Priesterfortbildung des Erzbistums Paderborn, 2006 bis 2009 Leiter der Diözesanstelle Berufungspastoral.
2006 wurde er zum Doktor der Theologie promoviert und erhielt den Friedrich-Spee-Preis der Theologischen Fakultät Paderborn, der in jedem Jahr für herausragende Dissertationen und Diplomarbeiten vergeben wird. Im selben Jahr wurde er zum Domvikar in Paderborn ernannt. Bredeck wirkt seit 2007 als Subsidiar in den Gemeinden des Pastoralverbundes Paderborn-Süd und der Pfarrei St. Liborius, Paderborn.
Bredeck ist Autor und Sprecher von Morgenandachten im WDR.
Seit 2009 wirkte Bredeck im Bereich der Bistumsentwicklung des Erzbistums Paderborn, zunächst als Geschäftsführer der „Perspektive 2014“ (2009–2014). In dieser Funktion organisierte er den diözesanen Entwicklungsprozess, der in die Veröffentlichung des „Zukunftsbildes für das Erzbistum Paderborn“ am 25. Oktober 2014 und dessen Inkraftsetzung durch Erzbischof Hans-Josef Becker mündete. Daran schloss sich Bredecks Tätigkeit als Leiter des Projektes Bistumsentwicklung (2015–2018), seit 2018 als Leiter der neuen Zentralabteilung Entwicklung im Paderborner Generalvikariat, später Bereich Entwicklung und Kommunikation, an. Seit 2012 ist er zudem Berater der Pastoralkommission der Deutschen Bischofskonferenz (K III).
Seit 1. April 2021 ist Bredeck Leiter des Bereichs Pastorale Dienste (Seelsorgeamt) im Erzbischöflichen Generalvikariat. Am 11. Juli 2021 wurde er in das Domkapitel des Paderborner Domes aufgenommen.
Nach dem Rücktritt von Erzbischof em. Hans-Josef Becker wählte ihn das Paderborner Domkapitel für die Zeit der Sedisvakanz zum Diözesanadministrator. Erzbischof Udo Markus Bentz ernannte ihn am 10. März 2024 zusammen mit Prälat Thomas Dornseifer zum Generalvikar des Erzbistums.
2018 wurde er von Kardinal-Großmeister Edwin Frederick O’Brien zum Ritter des Ritterordens vom Heiligen Grab zu Jerusalem ernannt und am 29. September 2018 im Paderborner Dom durch Reinhard Kardinal Marx, Großprior der Deutschen Statthalterei, investiert. 2020 folgte er Andreas Kurte als Prior der Komturei Paderborn. Zudem ist er Mitglied im Deutschen Verein vom Heiligen Lande.

## Ehrungen und Auszeichnungen
- Friedrich-Spee-Preis (2006)
- Ernennung zum Päpstlichen Ehrenkaplan (Monsignore; 2011) durch Papst Benedikt XVI.
- Wirklicher Geistlicher Rat (2018)
- Ritter des Ritterordens vom Heiligen Grab zu Jerusalem (2018)

## Schriften (Auswahl)

### Monographien
- Das Zweite Vatikanum als Konzil des Aggiornamento. Zur hermeneutischen Grundlegung einer theologischen Konzilsinterpretation (Paderborner Theologische Studien 48). Verlag Ferdinand Schöningh, Paderborn 2007, ISBN 978-3-506-76317-4 (zugl. Dissertation).

### Herausgeberschaft
- Herausgeber (gemeinsam mit Maria Neubrand): Wahrnehmungen: Theologie – Kirche – Kunst. Festschrift für Josef Meyer zu Schlochtern (= Paderborner Theologische Studien 51). Verlag Ferdinand Schöningh, Paderborn 2010, ISBN 978-3-506-77013-4.

### Beiträge in Sammelwerken
- „Die Zeichen der Zeit“ erkennen. Anmerkungen zu einer Aufforderung des Zweiten Vatikanischen Konzils. In: Rüdiger Althaus et al.: Saluti hominum providendo (Festschrift für Offizial und Dompropst Wilhelm Hentze). Münster 2008, S. 405–434.
- Aggiornamento. In: Mariano Delgado, Michael Sievernich (Hrsg.): Die großen Metaphern des Zweiten Vatikanischen Konzils. Ihre Bedeutung für heute. Herder Verlag, Freiburg im Breisgau 2013, S. 59–80, ISBN 978-3-451-34051-2.
- Kardinal Jaeger und die Priester seines Erzbistums. Ausgewählte Aspekte einer Beziehungsgeschichte. In: Nicole Priesching/Markus Leniger (Hg.): Lorenz Jaeger als Person = Lorenz Kardinal Jaeger Band 5. Eine Publikation der Kommission für kirchliche Zeitgeschichte im Erzbistum Paderborn, Paderborn 2024, 283–339.

### Beiträge in Zeitschriften
- Berufung als pastorales Strukturprinzip? Zur theologischen Prägung kirchlicher Veränderungsprozesse am Beispiel des Erzbistums Paderborn. In: Theologie und Glaube 102 (Jahrgang 2012), S. 114–139.
- Gottvertrauen, Zeitgenossenschaft und Brüderlichkeit. Anmerkungen zur Aktualität des Leitungshandelns Papst Johannes‘ XXIII. anlässlich seines 50. Todestages. In: Theologie und Glaube 103 (Jahrgang 2013), S. 245–267.

### Autorenschaft in Kirche im WDR
Im Rahmen der Morgenandachten bei Westdeutscher Rundfunk Köln (1 Live, WDR 2, WDR 3, WDR 4, WDR 5) wird folgendes Autorenverzeichnis angegeben:
- 2014
  - Benedikt – Der Gesegente
  - Der Prolog der Regel – Das Hören
  - Ein Mensch der das Leben liebt?
  - Die Werkzeuge der geistlichen Kunst
  - Frieden stiften
  - Ein weites Herz
- 2015
  - „Mit dem Jesus von Nazareth“
  - Ausnahme Ehe
  - Gedanke Gottes
  - Exoten
  - Kopf hoch?
  - Start up Kirche
- 2016
  - Halt und Verstehen finden – bei Menschen und bei Gott
  - Aufenthalt im Kloster
  - Gute und schlechte Worte
  - Ausmisten
  - Vertrauen hilft
  - Stille Momente
- 2017
  - Ein guter Vorsatz für die neue Woche
  - Wie gut ich es habe
  - Eine Spur zu Jesus
  - Peter und Paul
  - Geht ordentlich miteinander um!
  - Drei Hilfen in der Ehe
- 2018
  - Geschenke
  - Die Opfer nicht vergessen
  - Umtauschen
  - Hoffnung auf Frieden
  - Zwischen den Jahren
- 2019
  - Macht hoch die Tür
  - Maria im Dornwald
  - Nacht und Tag
  - Das Licht einer Kerze
  - Verbindungen
  - Mit Vertrauen ins Leben
- 2020
  - Verwandelte Klage
  - Nie wieder Krieg
  - Pax Intrantibus
  - Durchkreuzte Pläne
  - Ein halbes Jahr Corona
  - Hochzeit des Bruders